# 玉川さん 出てました?
『玉川さん 出てました?』（たまがわさん でてました）は、原作：まつたけうめ、作画：松元こみかんによる日本の漫画。『ヤングガンガン』（スクウェア・エニックス）にて、2024年24号より連載中。

## 沿革
2024年11月15日発売の『ヤングガンガン』2024年23号にてヤングガンガン創刊20周年4大新連載を発表。
2024年12月6日から連載開始。

## あらすじ
推しのAV女優美やまゆりの引退で落ち込むコンビニ店長・敷島。そんなある日、アルバイト面接へゆりに見た目が瓜二つな女性玉川理央がやってくる。敷島は彼女の正体が気になるも「AV出てた？」となかなか聞けずに困っていた。

## 登場人物

### コンビニニッタリマートの人物
敷島（しきしま）
男性。40歳。黒髪短髪眼鏡。店長。AV女優美やまゆりのファンで彼女の引退に涙を流すほど落ち込んでいたが、玉川さんと出会ったことで元気を取り戻す。玉川さんがAV出てたか知るためコンビニ勤務中に色々仕掛けるもなかなか上手くいかない。
玉川 理央（たまがわ りお）
女性。ピンク髪長髪巨乳。店員。アルバイト面接に来た時、ゆりと激似だったことで敷島に気に入られて採用される。敷島の反応を面白いと思ってバイトを楽しんでいる。アパートで一人暮らしをしている。下着はいつもTバック。
千倉 早紀（ちくら さき）
女性。21歳。染髪短髪。フリーターで店員。3年前からニッタリマートで働く。勤務態度は真面目で仕事もしっかりこなすので敷島からの信頼も厚い。普段はクールで無口だが美やまゆりのことになると熱く語るほどのファンで巨乳が好み。敷島の玉川さん正体探りに協力する。

### その他の人物
美やま ゆり（みやま ゆり）
女性。金髪長髪。元AV女優。身長159cm、体重49kg。スリーサイズはB83・W57・H88のHカップ。2年前にデビューするも、2年後突如引退。敷島は彼女の知り得る情報を活かして玉川さんと彼女が同一人物かを調べていく。

## 用語
ニッタリマート
敷島らが働くコンビニ。スマイルマークが店名内に入っていて服装は縦縞の青白。

## 書誌情報
- まつたけうめ（原作）・松元こみかん（作画）『玉川さん 出てました？』スクウェア・エニックス〈ヤングガンガンコミックス〉、既刊1巻（2025年6月25日現在）
  1. 2025年6月25日発売[4][5]、ISBN 978-4-75-759914-7